# Sundsjö församling
Sundsjö församling var en församling inom Svenska kyrkan i Härnösands stift och i Bräcke kommun i Jämtland, Jämtlands län. Församlingen uppgick 2010 i Revsund, Sundsjö, Bodsjö församling. 

## Administrativ historik
Församlingen har medeltida ursprung.
Församlingen var tidigt moderförsamling i ett pastorat med osäker omfattning för att från omkring 1350 till 1921 vara annexförsamling i pastoratet Revsund, Sundsjö, Bodsjö och Bräcke som 1891 utökades med Nyhems församling. Från 1 maj 1921 till 2010 annexförsamling i pastoratet Revsund, Sundsjö och Bodsjö. Församlingen uppgick 2010 i Revsund, Sundsjö, Bodsjö församling. Församlingskod var 230505. 

## Kyrkor
- Sundsjö kyrka

## Övrigt
Författaren August Strindbergs farfarsfar, Henrik Strindberg, var präst i Sundsjö under åren 1741 till 1767, och hans farfar Zakarias växte upp där.